# Peter Tammann (Schultheiss)
Peter Tammann († 4. März 1528) war ein Luzerner Schultheiss und Tagsatzungsgesandter.

## Leben
Peter Tammann war der Sohn des habsburgischen Landvogts Heinrich Tammann und Enkel des Kleinrats Peter Tammann, der um 1491 starb. Er heiratete in erster Ehe Margarethe, die Tochter des Schultheissen Niklaus Hasfurter. Über beider Tochter Martha ging die Burg und Herrschaft Heidegg an den Schwiegersohn Hans Hug über. Anna Weidhas wurde Tammanns zweite Ehefrau.
Tammann war Financier und Rentner. Um Luzern hatte er grossen Güterbesitz. Im Jahr 1491 zog er in den Grossen Rat ein und stieg 1498 in den Kleinen Rat auf, dem er bis zu seinem Tod angehörte. Von 1505 bis 1508 war er Baumeister. In den Jahren 1508, 1510, 1515 (?), 1518, 1521 und 1524 übte er das Amt des Schultheissen aus. Tammann war von 1499 bis 1501 Vogt von Weggis und von 1505 bis 1507 von Willisau. Luzern entsandte Tammann zwischen 1503 und 1528 zur Tagsatzung.
Während der Zeit der Italienischen Kriege diente Tammann 1513 als Hauptmann in Oberitalien.